# Aeschynanthus chiritoides
Aeschynanthus chiritoides är en tvåhjärtbladig växtart som beskrevs av Charles Baron Clarke. Aeschynanthus chiritoides ingår i släktet Aeschynanthus och familjen Gesneriaceae. Inga underarter finns listade i Catalogue of Life.